# Липоваць-Храстинський
45°25′ пн. ш. 18°32′ сх. д. / 45.41° пн. ш. 18.53° сх. д.
Липоваць-Храстинський (хорв. Lipovac Hrastinski) — населений пункт у Хорватії, в Осієцько-Баранській жупанії у складі громади Вука.

## Населення
Населення за даними перепису 2011 року становило 82 осіб.
Динаміка чисельності населення поселення:

## Клімат
Середня річна температура становить 11,05 °C, середня максимальна – 25,40 °C, а середня мінімальна – -6,10 °C. Середня річна кількість опадів – 681 мм.
| Клімат поселення                              | Клімат поселення | Клімат поселення | Клімат поселення | Клімат поселення | Клімат поселення | Клімат поселення | Клімат поселення | Клімат поселення | Клімат поселення | Клімат поселення | Клімат поселення | Клімат поселення | Клімат поселення |
| Показник                                      | Січ.             | Лют.             | Бер.             | Квіт.            | Трав.            | Черв.            | Лип.             | Серп.            | Вер.             | Жовт.            | Лист.            | Груд.            |                  |
| Середній максимум, °C                         | 5,66             | 7,92             | 12,58            | 17,18            | 22,24            | 25,40            | 25,34            | 24,92            | 20,91            | 15,44            | 9,50             | 5,57             |                  |
| Середня температура, °C                       | −0,2             | 2,00             | 6,70             | 11,30            | 16,38            | 19,51            | 21,20            | 20,80            | 16,78            | 11,30            | 5,40             | 1,40             |                  |
| Середній мінімум, °C                          | −6,1             | −3,84            | 0,81             | 5,41             | 10,50            | 13,60            | 17,08            | 16,65            | 12,61            | 7,20             | 1,24             | −2,7             |                  |
| Норма опадів, мм                              | 44               | 40               | 42               | 52               | 62               | 86               | 65               | 62               | 52               | 58               | 65               | 53               |                  |
| Середньомісячна швидкість вітру, м/с          | 2.20             | 2.47             | 2.75             | 2.62             | 2.36             | 2.20             | 2.10             | 1.97             | 1.90             | 2.06             | 2.20             | 2.26             |                  |
| Середньомісячна сонячна радіація, кДж/м²·день | 4260             | 6925             | 10937            | 15484            | 19376            | 21470            | 22251            | 20381            | 14968            | 9417             | 4829             | 3564             |                  |
| --------------------------------------------- | ---------------- | ---------------- | ---------------- | ---------------- | ---------------- | ---------------- | ---------------- | ---------------- | ---------------- | ---------------- | ---------------- | ---------------- | ---------------- |
| Джерело:                                      |                  |                  |                  |                  |                  |                  |                  |                  |                  |                  |                  |                  |                  |